# Philodendron subhastatum
Philodendron subhastatum är en kallaväxtart som beskrevs av Kurt Krause. Philodendron subhastatum ingår i släktet Philodendron och familjen kallaväxter. Inga underarter finns listade.